# Binade
Binade is een bestuurslaag in het regentschap Ponorogo van de provincie Oost-Java, Indonesië. Binade telt 2521 inwoners (volkstelling 2010).